# Diplazium riedelianum
Diplazium riedelianum là một loài thực vật có mạch trong họ Woodsiaceae. Loài này được (Bong. ex Kuhn) Kuhn ex C. Chr. miêu tả khoa học đầu tiên năm 1905.